# Жуань Цзи

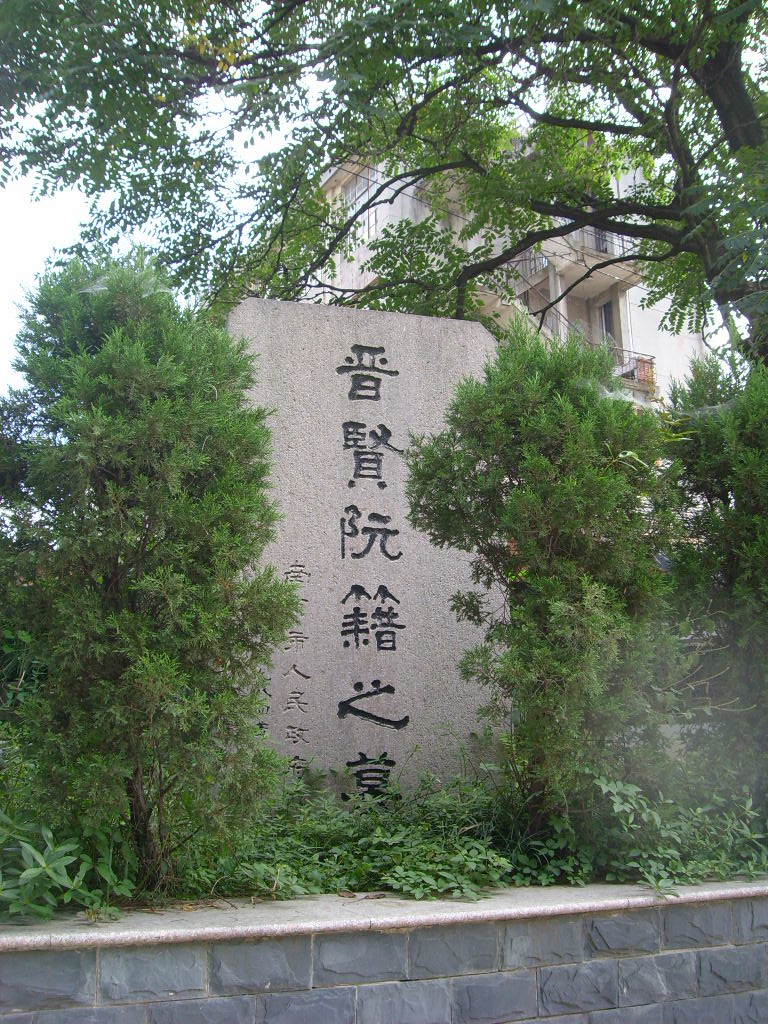
Мемориальный камень на могиле Жуаньцзи в Нанкине

Жуа́нь Цзи, или Юань Цзи (кит. трад. 阮籍, пиньинь Ruǎn Jí, 210—263) — китайский поэт и философ эпохи троецарствия. Представитель даосского философского учения сюань-сюэ.  Жил в царстве Вэй. Является самым известным из творческого сообщества «Семь мудрецов бамбуковой рощи». Ближайший друг и соратник знаменитого философа и литератора III в. Цзи Кана.

## Биография
Жуань Цзи был чиновником  в царстве Вэй, а потом ушёл в армию, отчего его прозвали «Жуань-пехотинец». Не стремился к карьере. Однако прославился эпатажностью и  экстравагантностью поведения. Придерживался даосских взглядов и почитал Чжуан-цзы.
Родился в семье чиновника  Жуань Юя в правительстве  Цао Цао. Получил классическое конфуцианское образование, но увлёкся дасизмом и решил забросить карьеру. Придерживался стиля «ветер и поток» — фэн лю. Позднее он считался типичным представителем движения ветра и потока, и о нём складывалось множество историй. Лю Ицин в своих «Ши шо синь юй» изображает Жуань Цзи как гениального музыканта и при этом любителя выпить. Жуань Цзи тяжело переживал казнь своего друга Цзи Кана, и вынужден был поступить на службу. Но и на военной службе он пренебрегал дисциплиной и нормами. Он умер менее чем через год после смерти Цзи Кана, в возрасте 53 лет.

## Творчество
В своем поэтическом творчестве Жуань Цзи развивал жанр пятисловного стиха (кит. упр. 五言诗). В его стихотворениях часто описывается природа, раскрываются мифологические темы, высмеивается политика времени жизни поэта. Всего он написал 82 стихотворения, собранных в сборник «Воспоминания» (кит. упр. 咏怀诗, палл. Юн хуай ши), а также шесть од. Его перу принадлежат также несколько философских трудов.

## Сочинения
- Сборник стихов Юн хуай ши (Пою о чувствах)
- Тун и лунь (О проникновении в Книгу перемен )
- Юэ лунь (О музыке)
- Да Чжуан лунь (О постижении Чжуан-цзы )
- Да жэнь сянь шэн чжуань (Жизнь великого человека)

## Музыка
Считается[кем?] что эта мелодия ( Экстаз опьянения) написана самим Жуань Цзи для инструмента гуцинь (семиструнная цитра).
| Jiu Kuang 《酒狂》 "Drunken Ecstasy"                                                              |
|                                                                                                   |
| From the Shenqi Mipu 【神竒秘譜】 (1425). Adapted and transcribed by Charlie Huang in 4/4 rhythm. |

## Семья
Некоторые члены нескольких поколений семьи Жуань:
- Жуань Дунь (кит. 阮敦)
  - Жуань Юй[кит.] (кит. 阮瑀)
    - Жуань Си (кит. 阮熙)
      - Жуань Сянь (кит. 阮咸)
        - Жуань Чжань (кит. 阮瞻)
        - Жуань Фу[кит.] (кит. 阮孚)

    - Жуань Цзи